# 일루셔니스트 (2006년 영화)
《일루셔니스트》(The Illusionist)는 2006년 개봉한 미국의 로맨틱 미스터리 영화이다. 이 영화는 2006년 선댄스 영화제와 시애틀 국제 영화제에 출품되었다. 또, 이 영화는 2006년 8월 18일 일부 영화관에서 상영되었으며 9월 1일에 전국적으로 배급되었다.

## 출연
- 에드워드 노턴 (Edward Norton) - 아이젠하임
- 제시카 비엘 (Jessica Biel) - 소피 공녀
- 폴 지어마티 (Paul Giamatti) - 울 경감
- 루퍼스 슈얼 (Rufus Sewell) - 레오폴드 황태자
- 매슈 블러드스미스 (Matthew Blood-Smyth) -폭동을 일으키는 남자
- 브라이언 캐스피 (Brian Caspe) - 아이젠하임의 조수
- 톰 피셔 (Tom Fisher) - 월리 거트
- 제임스 밥슨 (James Babson) - 젊은 아버지
- 에디 마산 (Eddie Marsan) - 조셉 피셔
- 제이크 우드 (Jake Wood) - 주카
- 애런 존슨 (Aaron Johnson) - 어린 아이젠하임
- 엘리너 톰린슨 (Eleanor Tomlinson) - 어린 소피
- 빈센트 프랭클린 (Vincent Franklin) - 로쉑
- 니콜라스 블레인 (Nicholas Blane) - 도블러
- 필립 맥고프 (Philip McGough) - 호프 진저 박사
- 에릭 레드맨 (Erich Redman) - 라이너 백작
- 마이클 카터 (Michael Carter) - 폰 투른부르크
- 바네사 겐드론 (Vanessa Gendron) - 소리지르는 여자
- 데이빗 포레스트 (David Forest) - 여행 마술사
- 로리 에데이 (Laurie Athey) - 귀족 소년
- 올리버 블라하 (Oliver Blaha) - 귀족 소년
- 토머스 맥엔크로 (Thomas McEnchroe) - 귀족 소년
- 안드레스 그로서슨 (Andreas Grothusen) - 아이젠하임의 아버지
- 엘런 사브리아 (Ellen Savaria) - 올 부인
- 레벤 헨리 빅스 (Reuben-Henry Biggs) - 프랭클
- 데이빗 오켈리 (David O'Kelly) - 대공
- 숀 홀 (Sean Hall) - 어린 왕자
- 앨리스터 맥노텐 (Alistair Macnaughtan) - 청중 회원
- 로버트 러셀 (Robert Russell) - 영적 지도자
- 데이빗 펠로우스 (David Fellowes) - 존경하는 남자
- 잔 네메조브스키 (Jan Nemejovsky) - 고위 임원
- 이보 노박 (Ivo Novak) - 고위 임원
- 블라디미르 쿨하비 (Vladimir Kulhavy) - 기차 지휘자
- 낸시 비숍 (Nancy Bishop) - 청중 회원
- 듀크 파에거 (Dusan Fager) - 청중 회원
- 라이언 제임스 (Ryan James) - 청중 회원
- 야로슬라브 비즈너 (Jaroslav Vizner) - 청중 회원

## 수상
- 2007년 제79회 미국 아카데미 시상식 촬영상